# Radar P-3
 (mai 2024).
Le « Pegmantit 3 » ou P-3 (également appelé « Dumbo » par l'OTAN en occident) était un des premiers radars VHF développés et exploités par l'Union soviétique.

## Développement
Le "Pegmantit 3", abrégé en P-3, a été l'un des premiers radars d'alerte précoce et de contrôle au sol 2D développés par l'Union soviétique. Le développement du radar a été lancé en 1943 en remplacement des précédentes stations RUS utilisées pendant la Seconde Guerre mondiale et à la fin de 1947, le radar était terminé et en service opérationnel. Le P-3 a été le premier radar développé par le Bureau de conception SKB. Le radar devait être capable de détecter un avion dans une portée d'au moins 130 kilomètres, couvrant 360 degrés en azimut et 4 à 18 degrés en élévation. Un temps de réponse ne dépassant pas 25 secondes était stipulé et le radar devait être précis dans un rayon de 650 mètres et dans un rayon de 700 mètres en altitude, ainsi que fonctionner dans la bande VHF. SKB a réussi à répondre à ces exigences de performances avec le radar P-3 et cela a été confirmé lors d'essais en 1945 avant la mise en service dans la Voyska PVO.

## Description
Le P-3 a été produit en deux variantes, le P-3A (fixe) et le P-3M (mobile) avec un émetteur et un récepteur montés sur des camions séparés. Les deux variantes fonctionnent de la même manière en utilisant deux antennes montées sur mât (émetteur et récepteur) composées d'antennes Yagi montées l'une au-dessus de l'autre dans le cas du récepteur, le radar utilisait également un affichage radar. L'azimut était balayé mécaniquement par l'antenne du récepteur avec une élévation déterminée à l'aide d'un goniomètre, la différence de phase entre l'antenne Yagi supérieure et inférieure a été utilisée pour calculer l'angle d'élévation qui a ensuite pu être utilisé pour déterminer la hauteur de la cible une fois la portée connue. Le P-3 avait une puissance de sortie maximale allant jusqu'à 100 kW et une durée d'impulsion de 10 à 15 microsecondes.

## Opérateurs
Le P-3 a été exploité par l'Union soviétique à partir de 1947 mais est depuis longtemps devenu obsolète et retiré du service, remplacé par des modèles plus avancés entrant en service après le P-3 comme le radar P-8.

## Sources et références
1. 1 2 3 4 5  « Вестник ПВО », sur pvo.guns.ru (consulté le 7 mai 2024)
2. 1 2  « Nizhniy novgorod research institute of radio engineering », NNIIRT, 2008 (consulté le 24 décembre 2008)
3. 1 2  Christian Wolff, « P-3 "Dumbo" », 2008 (consulté le 24 décembre 2008)